# Burcht Rauheneck
Burcht Rauheneck is een kasteelruïne in de heuvels boven het Oostenrijkse Baden bei Wien.
In de twaalfde eeuw bouwde het plaatselijke riddergeslacht van de Tursen op de Rauheneckerberg haar burcht. De burcht is langs drie zijden gebouwd op steile rotswanden. De ingang, op de vierde zijde, is beveiligd met een droge slotgracht en een hoge weermuur. Later werd op deze muur een hoge, driehoekige toren gebouwd. In 1477 werd de burcht vernield door het leger van de Hongaarse koning Matthias Corvinus.
In de negentiende eeuw werd de kasteelruïne een onderdeel van het park van de Weilburg en werd ze als ruïne gerestaureerd.